# Portal Tomb von Newmarket
Das Südost-Nordwest orientierte Portal Tomb von Newmarket im Townland Newmarket (irisch Baile Roibín), südlich von Hunter’s Wood im Romansvalley ist das nördlichste der halbwegs erhaltenen Portal Tombs im County Kilkenny in Irland. Als Portal Tombs werden in Irland und Großbritannien Megalithanlagen bezeichnet, bei denen zwei gleich hohe, aufrecht stehende Steine mit einem Türstein dazwischen, die Vorderseite einer Kammer bilden, die mit einem zum Teil gewaltigen Deckstein bedeckt ist.
Es liegt auf einem niedrigen ovalen Hügel von etwa 10 m Durchmesser. Es fehlen so gut wie alle Steine des hinteren Teils und der Deckstein. Erhalten sind, ähnlich wie beim Portal Tomb von Taylorsgrange, im County Dublin nur die beiden plattenartigen Portalsteine und der Türstein, die gegeneinander gestellt sind. Die Portalsteine sind etwa 2,3 m hoch, der Türstein ist 1,4 m hoch.
Am Osthang des Tory Hill in Farnoge liegt das Court Tomb von Farnogue, das einzige Court Tomb in Kilkenny.